# Włodzimierz Jurkowski
Włodzimierz Jurkowski (ur. 26 października 1955) – polski lekkoatleta, wieloboista, halowy mistrz Polski, reprezentant Polski.

## Kariera sportowa
Był zawodnikiem Legii Warszawa.
W halowych mistrzostwach Polski seniorów wywalczył dwa medale w siedmioboju: złoty w 1978 i brązowy w 1977. Najbliżej medalu na mistrzostwach Polski seniorów na otwartym stadionie był w 1976, kiedy to zajął 6. miejsce w dziesięcioboju, w tej samej konkurencji był 7. w 1977. 
Reprezentował Polskę w zawodach finału Pucharu Europy w wielobojach, zajmując w 1977 23. miejsce, z wynikiem 7168.
Rekord życiowy w dziesięcioboju: 7288 (30.07.1977), według tabel obowiązujących od 1985, w siedmioboju w hali: 5416 (26.02.1978).